# Leonard Etel
Leonard Etel (ur. 1960) – polski prawnik, profesor nauk prawnych, specjalista w zakresie prawa podatkowego i finansowego, w kadencji 2012–2016 rektor Uniwersytetu w Białymstoku, w latach 2005–2012 dziekan Wydziału Prawa UwB.

## Życiorys
W 1985 ukończył studia prawnicze w białostockiej filii Uniwersytetu Warszawskiego, po których rozpoczął pracę naukową. W 1992 na tej samej uczelni na podstawie pracy Podatkowe instrumenty oddziaływania organów terenowych na jednostki gospodarcze uzyskał stopień naukowy doktora nauk prawnych. W 1998, już na UwB, habilitował się w oparciu o dorobek naukowy oraz rozprawę pt. Reforma opodatkowania nieruchomości w Polsce. W 2004 otrzymał tytuł profesora nauk prawnych.
Specjalizuje się w prawie podatkowym i finansowym. Zawodowo związany z Uniwersytetem w Białymstoku na stanowisku profesora zwyczajnego. Pełni funkcję kierownika Katedry Prawa Podatkowego na Wydziale Prawa UwB. Wykładał także w Wyższej Szkole Finansów i Zarządzania w Siedlcach i w Wyższej Szkole Administracji Publicznej w  Białymstoku. Został również ekspertem ds. legislacji w Kancelarii Sejmu oraz członkiem władz Fundacji Uniwersytetu w Białymstoku.
W latach 2005–2012 był dziekanem Wydziału Prawa UwB (wcześniej, w latach 1992–2001, pełnił funkcję prodziekana). W 2012 wybrany na stanowisko rektora UwB na czteroletnią kadencję.

## Odznaczenia
Odznaczony Brązowym (1997) i Srebrnym (2003) Krzyżem Zasługi.

## Funkcje i członkostwa
- Członek rady programowej miesięcznika „Prawo i Podatki”
- Przewodniczący rady naukowej miesięcznika „Przegląd Podatków Lokalnych i Finansów Samorządowych”
- Ekspert Biura Studiów i Ekspertyz Kancelarii Sejmu RP
- Członek Kolegium Regionalnej Izby Obrachunkowej w Białymstoku
- Przewodniczący Zespołu Eksperckiego ds. Lokalnego Prawa Podatkowego[2]
- Przewodniczący Komisji Kodyfikacyjnej Prawa Podatkowego

## Życie prywatne
Leonard Etel jest żonaty, ma dwoje dzieci.

## Wybrane publikacje
- Dokumenty i pisma w obrocie gospodarczym (współautor), Regionalny Ośrodek Informacji P.W.I.T.O. „ITO”, Białystok 1992.
- Finanse w zarządzaniu rozwojem lokalnym, Białostocka Fundacja Kształcenia Kadr, Białystok 2009.
- Gminny poradnik podatkowy, Wydawnictwo Taxpress, Warszawa 2005.
- Komentarz do ustawy o podatkach i opłatach lokalnych. Z uwzględnieniem przepisów, praktyki i orzecznictwa, ABC, Warszawa 1994.
- Kontrola tworzenia i stosowania prawa podatkowego pod rządami Konstytucji RP, ABC, Warszawa 2006.
- Ordynacja podatkowa. Komentarz (współautor), ABC, Warszawa 2006, ISBN 83-7416-918-4.
- Podatek od nieruchomości. Komentarz, C.H. Beck, Warszawa 2002.
- Podatek od środków transportowych. Komentarz, ABC, Warszawa 2002.
- Podatki i opłaty lokalne. Podatek rolny. Podatek leśny, Wolters Kluwer Polska, Warszawa 2008.
- Podatki obciążające działalność gospodarczą w Polsce, Beta, Białystok 1993.
- Podatki od nieruchomości 2009, C.H. Beck, Warszawa 2009.
- Prawo podatkowe (współautor), Temida 2, Białystok 1994.